# 더스티 힐
더스티 힐(Dusty Hill, 1949년 5월 19일~2021년 7월 28일)은 미국의 베이시스트이다. ZZ 탑의 일원으로 활동하였다. 만성 점액낭염(chronic bursitis) 치료 중, 2021년 7월 28일 휴스턴의 자택에서 증세 악화로 사망했다.